# Боумен, Иза
Иза Боумен (англ. Isa Bowman; 1874—1958) — британская актриса, близкая подруга Льюиса Кэрролла и автор мемуаров о своей жизни «История Льюиса Кэррола. Об этом для молодых людей сообщает реальная Алиса из страны чудес» (англ. The Story of Lewis Carroll, Told for Young People by the Real Alice in Wonderland).

## Биография
Познакомилась с Кэрроллом в 1886 году. В театрально-музыкальной постановке 1886 года «Алиса в Стране чудес», которая объединила сюжеты обеих книг Кэрролла, Иза выступала вместе с Дот Хетерингтон в сцене с Моржом и Плотником. Девочки играли устриц.
В 1888-м сыграла роль Алис в театральной постановке на его произведение — «Алиса в стране чудес». Она общалась с ним с четырнадцати до девятнадцати лет: Свой визит к ней в июле 1888 года Кэрролл описал в книге «Визит Изы в Оксфорд», которая была перепечатана в её мемуарах. Кэрролл познакомил Изу с Эллен Терри, которая дала ей уроки ораторского искусства. Также Кэрролл посвятил ей свой последний роман 1889 года «Сильви и Бруно»; её имя упоминается в акростихе во вступлении.
В 1899 году вышла замуж за журналиста Джорджа Реджинальда Баккуса. В 1899—1900 годах Баккус опубликовал изменённую версию её автобиографии в журнале «Общество», в редакции которого он работал. Издатель Леонард Смитерс заказал порнографическую версию, которая была опубликована в The Confessions of Nemesis Hunt (выпущена в трёх томах в 1902, 1903 и 1906 годах).
Была дочерью учителя музыки Чарльза Эндрю Боумена (р. 1851) и Хелен Херд (урожд. Холмс). Её сёстры, Эмпси, Хелли и Мэгги Боумен также были актрисами и подругами Кэрролла. В 1949 году Иза вместе с сёстрами Эмпси и Хелли снялась в эпизодической роли в фильме «Голосуйте за Хаггета».

## В популярной культуре
В 2010 году Гайлс Брендред на фестивале Edinburgh Festival Fringe провёл постановку «Волшебная страна», повествующую об отношениях Изы Боуман и Доджсона.